# Meer
Unter Meer (Niederdeutsch: „die“ See) versteht man die miteinander verbundenen Gewässer der Erde, welche die Kontinente umgeben, auch „die Ozeane“. Wird diese marine Wassermasse als ein Gewässer verstanden, spricht man von „dem“ Weltmeer. Die Lebensräume im Meer werden als marine Ökosysteme bezeichnet.
Das Meer ist eine zusammenhängende, reich gegliederte Wassermasse, die rund 71 % der Erdoberfläche bedeckt. 31,7 % des Weltmeeres sind 4000–5000 m tief. Die tiefste Stelle mit etwa 11.000 m Meerestiefe liegt im Marianengraben, einer Tiefseerinne im Pazifik. Flache Meeresregionen liegen dagegen meist auf dem Schelf (Flachmeere, wie z. B. der größte Teil der Nordsee). Die Meeresflora produziert ungefähr 70 % des in der Erdatmosphäre vorhandenen Sauerstoffs.
Insgesamt hat das Meer ein Volumen von 1,338 Mrd. km³ und damit einen Anteil von 96,5 % am Weltwasservorkommen. Meerwasser ist wegen des hohen Salzgehaltes von rund 3,5 % für den Gebrauch als Trink- und Bewässerungswasser nicht direkt geeignet. Nur 3,5 % des gesamten Wasservorrates auf der Erde ist Süßwasser. Wissenschaftlich erforscht werden die Meere in den Meereswissenschaften, zusammenfassend Meereskunde genannt.

## Definition

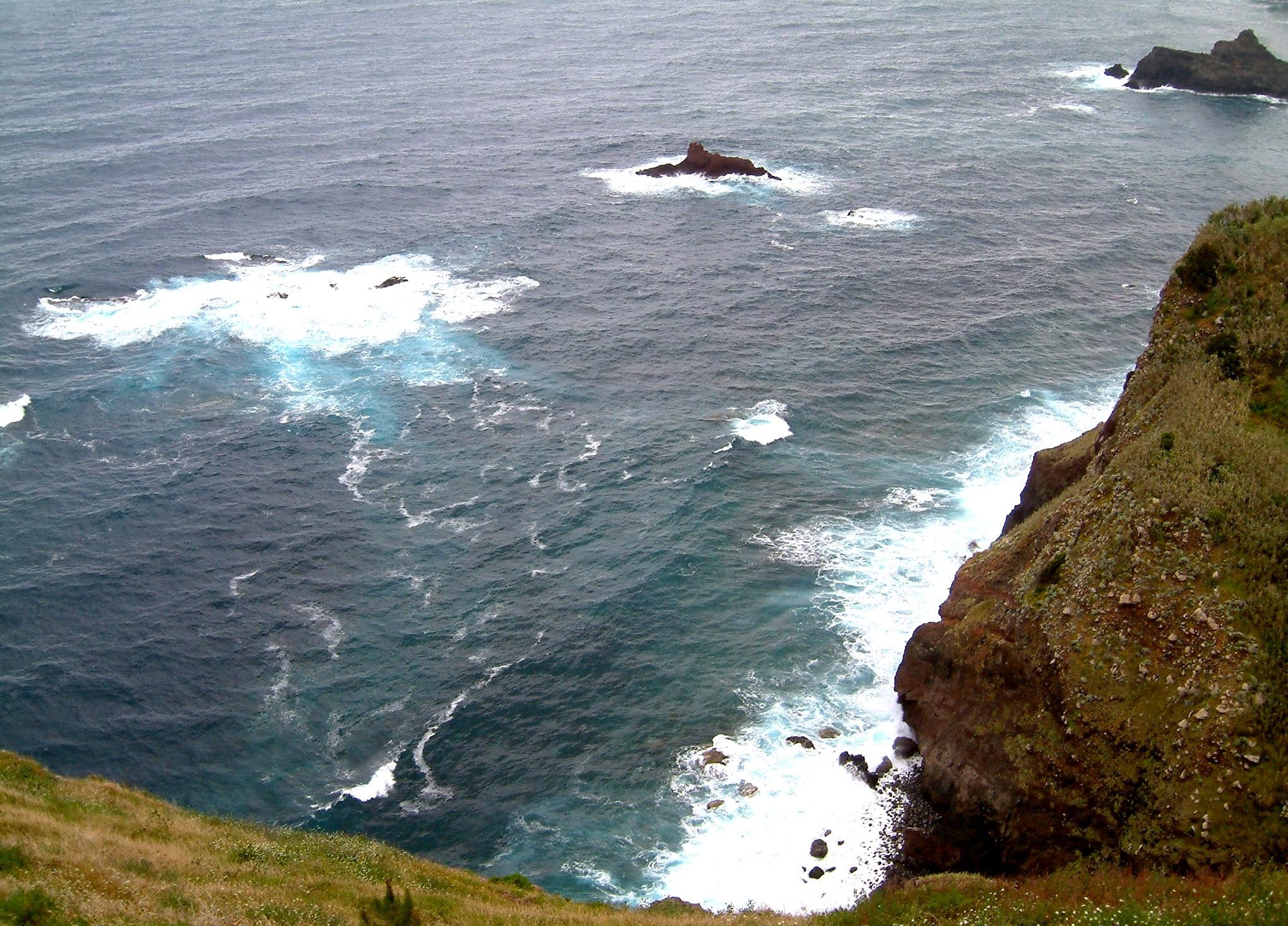
Atlantik vor Madeira

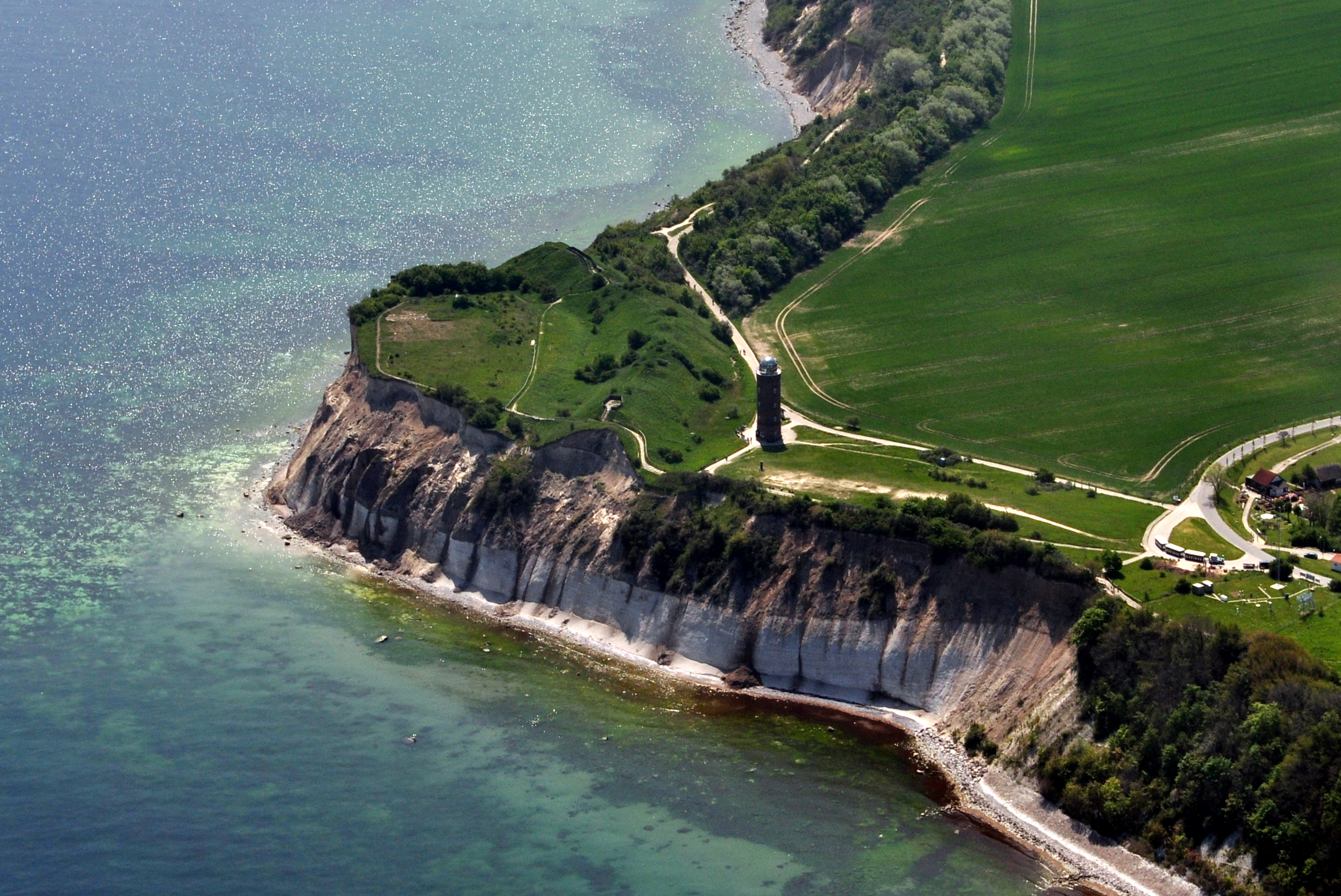
Die Ostsee ist ein Nebenmeer des Atlantiks. Kap Arkona auf der Insel Rügen, Vorpommern.

Per Definition ist das Meer die zusammenhängende Wassermasse der Erde. „Meere“, welche wie das Kaspische Meer und das Tote Meer von Land umschlossen sind, sind nicht als Meere zu definieren. Sie gelten als Binnengewässer, auch wenn erdgeschichtlich eine Verbindung zum Meer bestanden hat. Seen, die über Flüsse mit dem Meer verbunden sind, gehören, wie die Flüsse selbst, auch nicht zum Meer.

### „Meer“ und „See“
Im Niederdeutschen (und ebenso im Niederländischen) sind die Wortbedeutungen von „Meer“ und „See“ gegenüber dem Hochdeutschen vertauscht: Die an Norddeutschland angrenzenden Meere heißen Nordsee und Ostsee (jeweils feminin). Im Landesinneren liegen dagegen z. B. das Steinhuder Meer, das Zwischenahner Meer, das Große Meer und andere.
In den Niederlanden wurde die Zuiderzee nach ihrer Eindeichung in IJsselmeer umbenannt.
Aus dem niederdeutschen Sprachraum gelangten viele Begriffe in den standarddeutschen Wortschatz. So wird ein großer Teil der Wortkombinationen mit Bezug zum Meer mit „See“ gebildet: „auf hoher See“, „in See stechen“, „raue See“, Seebad, Seefahrt, Seehandel, Seehund, Seekrankheit, Seeluft, Seenot, Seeräuber, Seevogel, Tiefsee, Übersee und viele mehr.
Ein kontrastierendes Beispiel von außerhalb des Niederdeutschen ist zum Beispiel die Seerose.

## Einteilung
Einzelne Meere werden in der Regel den fünf Ozeanen unter- bzw. zugeordnet. Bei den Meeren unterscheidet man grob zwischen Randmeeren, die direkt in den Ozean übergehen, und Binnenmeeren, die von Landmassen umschlossen sind und nur über Meerengen miteinander verbunden. Eine besondere Rolle nehmen hierbei die Mittelmeere ein, die, wie Ozeane, Kontinente voneinander trennen. Mittelmeere und Ozeane werden als die Weltmeere bezeichnet.

## Ebbe und Flut
Alle Meere unterliegen den Gezeitenkräften. Durch die Anziehung des Mondes entstehen Ebbe und Flut – auch Tide genannt. Den bei Niedrigwasser freiliegenden Meeresboden nennt man Watt. Allerdings fällt der Tidenhub unterschiedlich aus. In einigen Regionen beträgt dieser bis zu 15 m, an der Nordseeküste etwa 2 m, in der westlichen Ostsee maximal 40 cm und in der östlichen Ostsee und im Mittelmeer ist er kaum spürbar. Ausschlaggebend für die Höhe des Tidenhubs ist nicht nur die Fläche eines Gewässers, sondern auch die Möglichkeit des Wassers zu- bzw. abzufließen.

## Meereshorizont
Aufgrund der Erdkrümmung ist die maximale Sichtweite für Objekte auf dem Meer begrenzt. Bei einer Augenhöhe des Beobachters von 2 m über dem Meeresspiegel beträgt die geometrisch berechnete Distanz zum nautischen Horizont rund 5 km; da die terrestrische Refraktion die Sichtweite im Mittel um ein Zehntel vergrößert, ist der optische Horizont ungefähr 5,5 km entfernt (siehe auch geodätische Sichtweite).

## Meeresgrund
Vor der Erfindung des Echolots stellte man sich den Meeresboden als eine weitestgehend ebene Fläche vor. Später erkannte man, dass der Meeresgrund ähnlich stark reliefiert ist wie die Oberfläche der Kontinente. Die Böden der Ozeane gliedern sich grob in die randlich liegenden Schelfplattformen (Flachmeere) und die eigentlichen Ozeanbecken (vgl. Tiefsee).
Die großen Ozeanbecken sind intern gegliedert in einzelne Seebecken, die durch untermeerische Schwellen, insbesondere die Mittelozeanischen Rücken, voneinander getrennt sind. Die tiefsten Bereiche der Meere bilden die Tiefseerinnen. Wie auch auf den Kontinenten ist das großmaßstäbige Relief der Meeresböden das Ergebnis von Plattentektonik (Mittelozeanische Rücken und Tiefseerinnen) und/oder intensivem Vulkanismus (Tiefseeberge und ausgedehnte ozeanische Plateaus).
Untermeerische Erhebungen auf den Schelfen und Felssockeln ozeanischer Inseln, die bis dicht unter die Meeresoberfläche aufragen können und dann oft in Küstennähe liegen, werden als Riffe bezeichnet.
Durch Erosion von Material auf dem Festland, das durch Flüsse ins Meer transportiert wird, aber auch vermittelt durch meist mikroskopische Meereslebewesen, lagern sich insbesondere auf den Schelfen mächtige schichten von Meeressedimenten ab.

## Salzgehalt (Salinität)
Meerwasser zeichnet sich durch eine relativ einheitliche Salinität aus, die durchschnittlich 3,5 % beträgt (Mittelmeer 3,8 %). Erhöht ist sie dort, wo die Verdunstung hoch ist und gleichzeitig der Wasseraustausch mit anderen Meeren gering, wodurch relativ gesehen die Wassermenge weniger wird, während der Salzgehalt steigt. Zusätzlich steigt er, wenn nur wenige Zuflüsse bestehen, die das Meer mit Süßwasser verdünnen.

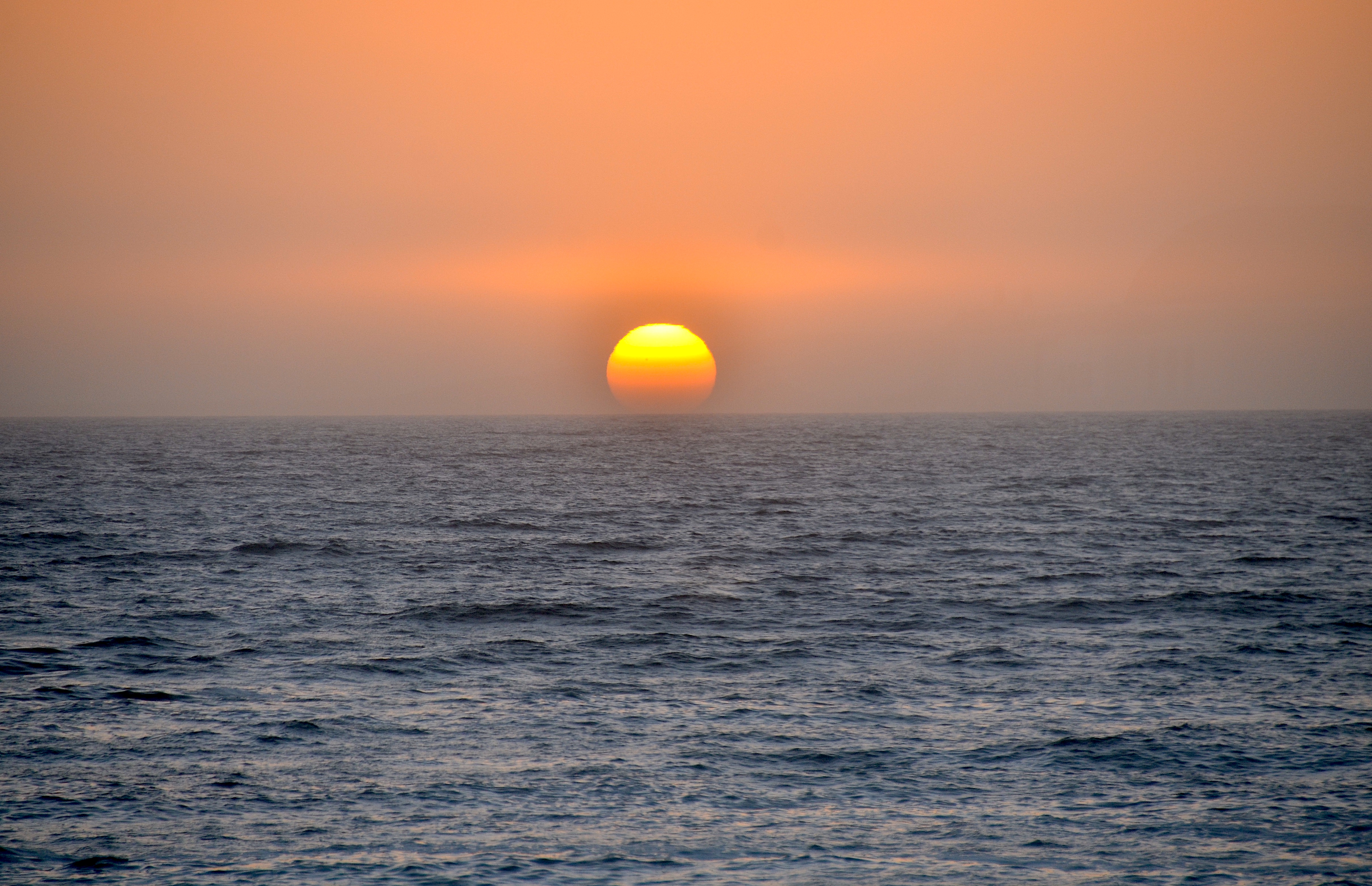
Die Distanz zum Horizont hängt von der Augenhöhe des Beobachters ab

## Soziale Bedeutung
Das Meer als Wirtschafts- und Lebensraum prägt nicht nur die darauf Berufstätigen (Seeleute, Fischer) stark (vgl. z. B. die Seemannssprache), sondern auch ganze Gesellschaften und Staaten, die auf Seehandel- und Schifffahrt ausgerichtet sind (z. B. Venedig, Großbritannien, siehe auch Navalismus), bis tief in Brauchtum und Religion hinein (vgl. z. B. Poseidon, Christliche Seefahrt).
Entsprechend finden sich hier besondere künstlerische und vor allem literarische Sonderformen, beginnend bei besonderem Liedgut (vgl. Shanty) bis hinauf in die Hochliteratur (vgl. Melvilles Roman Moby Dick).

## Wirtschaftliche Bedeutung
Meere sind seit jeher eine der Nahrungsquellen. Seit Jahrtausenden leben viele Menschen an den Küsten; ganze Inselvölker leben vom Fischfang im Meer. Meere sind weiterhin für den internationalen Verkehr und Warenaustausch von größter Bedeutung. Die maritimen Branchen erreichen pro Jahr einen Weltmarktumsatz von 1.200 Milliarden Euro bei stark steigender Perspektive.
Vor der Erfindung des Flugzeugs war der Transport durch Schiffe über die Meere die einzige Möglichkeit, von Europa nach Amerika oder nach Australien zu gelangen. Auch die meisten in den Ozeanen gelegenen Inseln, wie z. B. Madagaskar, und Inselgruppen, wie z. B. die Kanarischen Inseln, waren nur auf dem Meerweg zu erreichen.
Da der Transport per Luftfracht um ein Vielfaches teurer ist als per Schiff, ist der Warentransport über die Meere für Massengüter nach wie vor die erste Wahl. Nach dem Gewicht werden weiterhin 92 % aller Güter im Welthandel – 5,7 Milliarden Tonnen jährlich – über den Seeweg transportiert.
In den letzten Jahrzehnten wurden Ideen zur Erzeugung elektrischen Stromes in den Meeren entwickelt und in den letzten Jahren vermehrt umgesetzt. Zunehmende Verbreitung findet vor allem die Windenergienutzung in Offshore-Windparks. Zudem gibt es Pläne, die Meeresenergie stärker zu nutzen, beispielsweise mit Gezeitenkraftwerken, Meeresströmungskraftwerken, Meereswärmekraftwerken, Osmosekraftwerken an Flussmündungen und Wellenkraftwerken. Zudem kann Meereswasser wie auch Wasser von anderen Gewässern als Wärmequelle für Wärmepumpen dienen. Die größte Wärmepumpenanlage, die Seewasser nutzt, befindet sich mit Stand 2016 in Stockholm. Sie versorgt ein Fernwärmenetz, an das 2,1 Mio. Menschen angeschlossen sind, und verfügt über eine Leistung von rund 420 MW.

## Sonstiges
Neben unbewohnten Wüstenflächen sind bestimmte entsprechende Meeresgebiete bevorzugte Landeplätze für die Rückkehr und Landung bemannter und unbemannter Weltraum-Missionen, s. a. „Wasserung“.

## Naturschutz und Klima

### Klimawandel
Im Zug der menschengemachten globalen Erwärmung erwärmen sich auch die Meere, durch die in ihnen ansteigenden Temperaturen verschieben sich unter anderem die Habitate der im Wasser lebenden Tier- und Pflanzenarten.
Der Anstieg des CO2-Gehalts in der Luft führt dazu, dass das Meer mehr CO2 aus der Erdatmosphäre aufnimmt. Dieses löst sich im Meerwasser unter Bildung von Kohlensäure (H2CO3). Durch diese Versauerung der Meere verschlechtern sich die Bedingungen vor allem derjenigen Meerestiere, die Kalk zum Leben brauchen (Tiere mit Kalkschalen oder Kalkskeletten wie etwa Steinkorallen), da z. B. die Biomineralisation von Korallen behindert wird: Zusammen mit der Erwärmung der Meere führt dies zu immer mehr Korallenbleichen. Einen gegenläufigen Effekt bewirkt der Bestand an Algen in den Weltmeeren, dessen Wachstum durch CO2 gefördert wird und der einen erheblichen Teil des verstoffwechselten CO2 zum Ozeanboden sinken lässt, wo es durch Sedimentation für sehr lange Zeit dem Stoffkreislauf der Biosphäre entzogen ist. Ein weiterer gegenläufiger Effekt ergibt sich bei der gleichzeitigen globalen Erwärmung daraus, dass wärmeres Wasser eine geringere Aufnahmefähigkeit für CO2 als kälteres Wasser besitzt.

### Nachhaltige Fischerei und Vermüllung
Die Weltmeere leiden auch unter anhaltender Überfischung, da die Hochseefischerei nicht ausreichend durch Fischfangquoten begrenzt ist; eine Sekundärbelastung sind Geisternetze, in den Ozeanen treibende, verloren gegangene oder „entsorgte“ Fischernetze, vor allem aus Kunststoffen; ihre Zersetzung trägt mit bei zur globalen Belastung der Meere mit Plastikmüll. Schiffsunglücke wiederum führen immer wieder zu schweren Schäden an der marinen Umwelt, weil insbesondere Öle und Kraftstoffe das Gefieder der Seevögel und die Kiemen der Fische verklebten und ihnen damit in der Regel einen qualvollen Tod bereiten.

### Umweltschutz
Ein wissenschaftliches Review von Daten und Studien zu früheren Maßnahmen aus dem April 2020 schlussfolgert, dass die Ökosysteme der Meere bis 2050 wiederhergestellt werden können. Die Menschheit habe innerhalb eines engen Zeitfensters die Wahl zwischen dem Erbe eines irreversibel gestörten und eines pulsierenden, widerstandsfähigen Ozeans. Das UN-Nachhaltigkeitsziel Nr. 14 sei erreichbar, wenn man den Klimawandel ausreichend begrenze.

## Gefahren des Meeres
Das Meer hält für den Schiffsverkehr und für die Küstenstaaten einige Gefahren bereit. So können z. B. Untiefen, Riffe und Klippen, aber auch Sturmfluten für Schiffe gefährlich werden. Wattwanderer und Badende sollten auf Ebbe und Flut sowie auf starke Strömungen achten. Küstenländer können von Sturmfluten und Springfluten bedroht sein. Seebeben und Meteoriteneinschläge können riesige Schwerewellen auslösen, sogenannte Tsunamis. Diese sind als Veränderung der Kimmlinie meist erst in Küstennähe zu bemerken, wo sie sich auftürmen.